# Nektariusz (Antonopulos)
Nektariusz, nazwisko świeckie Antonopulos (ur. 1952 w Maronai) – duchowny Greckiego Kościoła Prawosławnego, od 2013 metropolita Argolidy.

## Życiorys
W 1976 został wyświęcony na diakona. Święcenia kapłańskie przyjął w 1983. Chirotonię biskupią otrzymał 24 listopada 2013.